# Thomas Fischer (Freestyle-Skier)
Thomas Fischer (* 7. Februar 1986 in Bad Reichenhall) ist ein deutscher Freestyle-Skier. Er ist auf die Disziplin Skicross spezialisiert. Er ist der Sohn des ehemaligen Biathleten Fritz Fischer.

## Karriere
Fischer begann seine Karriere 2002 als alpiner Skiläufer, bis 2006 trat er vorwiegend bei FIS-Rennen an. In der Saison 2006/07 und 2007/08 startete er im Europacup, bei den er vorwiegend Platzierungen im Mittelfeld belegte. Im Februar 2007 hatte er in Garmisch-Partenkirchen sein Debüt im Weltcup, welches er mit dem 53. und den 49. Platz in der Abfahrt beendete.
Zur Saison 2009/10 wechselte er zum Freestyle-Skiing. Dort nahm er im Dezember 2009 in Innichen erstmals am Freestyle-Skiing-Weltcup teil, welches er auf den 27. Platz im Skicross beendete. Im Januar 2011 erreichte er in Grasgehren mit dem zehnten Platz seine erste Top-Zehn-Platzierung im Weltcup. Bei den nachfolgenden Weltmeisterschaften 2011 in Deer Valley errang er den 24. Platz im Skicross. 2012 wurde er in Obermaiselstein deutscher Meister in Skicross. In der Saison 2010/11 erreichte er in Innichen mit dem sechsten Platz seine bisher beste Weltcupplatzierung. Dieses Ergebnis gelang ihm nochmals im Januar 2014 beim Weltcuprennen in Val Thorens. Bei seiner ersten Olympiateilnahme 2014 in Sotschi erreichte er im Skicross den 16. Platz.
Im Januar 2018 beendete er aus Verletzungsgründen seine sportliche Karriere.